# Dichiarazione Mancini
La dichiarazione Mancini, così definita dal nome del ministro degli Esteri Pasquale Stanislao Mancini, fu una dichiarazione ministeriale italiana allegata al primo trattato della Triplice Alleanza del 1882, in cui l'Italia escludeva in modo esplicito che le convenzioni a esso legate potessero essere usate contro l'Inghilterra. Tale trattato era infatti interpretato dagli italiani principalmente in chiave anti-francese e secondariamente anti-russa.
La «dichiarazione Mancini» non entrerà a far parte dei testi formali dei rinnovi della Triplice Alleanza, ma la sua esistenza era certamente nota alle potenze centrali, tanto da diventare una delle cause della diffidenza austro-tedesca nei confronti dell'Italia al momento dello scoppio del Primo conflitto mondiale. D'altronde l'Italia era legata all'Inghilterra, pur in modo informale, da una serie di intese nell'area mediterranea.